# Peneothello cyanus
La petroica azulada (Peneothello cyanus) es una especie de ave paseriforme de la familia Petroicidae endémica de Nueva Guinea.

## Subespecies
- Peneothello cyanus atricapillus
- Peneothello cyanus cyanus
- Peneothello cyanus subcyanus